# Ixora le-testui
Ixora le-testui är en måreväxtart som beskrevs av François Pellegrin. Ixora le-testui ingår i släktet Ixora och familjen måreväxter. Inga underarter finns listade i Catalogue of Life.